# Logótipo do Google

O atual logotipo do Google, adotado em 21 de outubro de 2015. O logo agora utiliza a fonte Sans-Serif Product Sans (criada para o efeito), cores mais suaves e se assemelha ao logotipo da holding do Google, a Alphabet Inc..

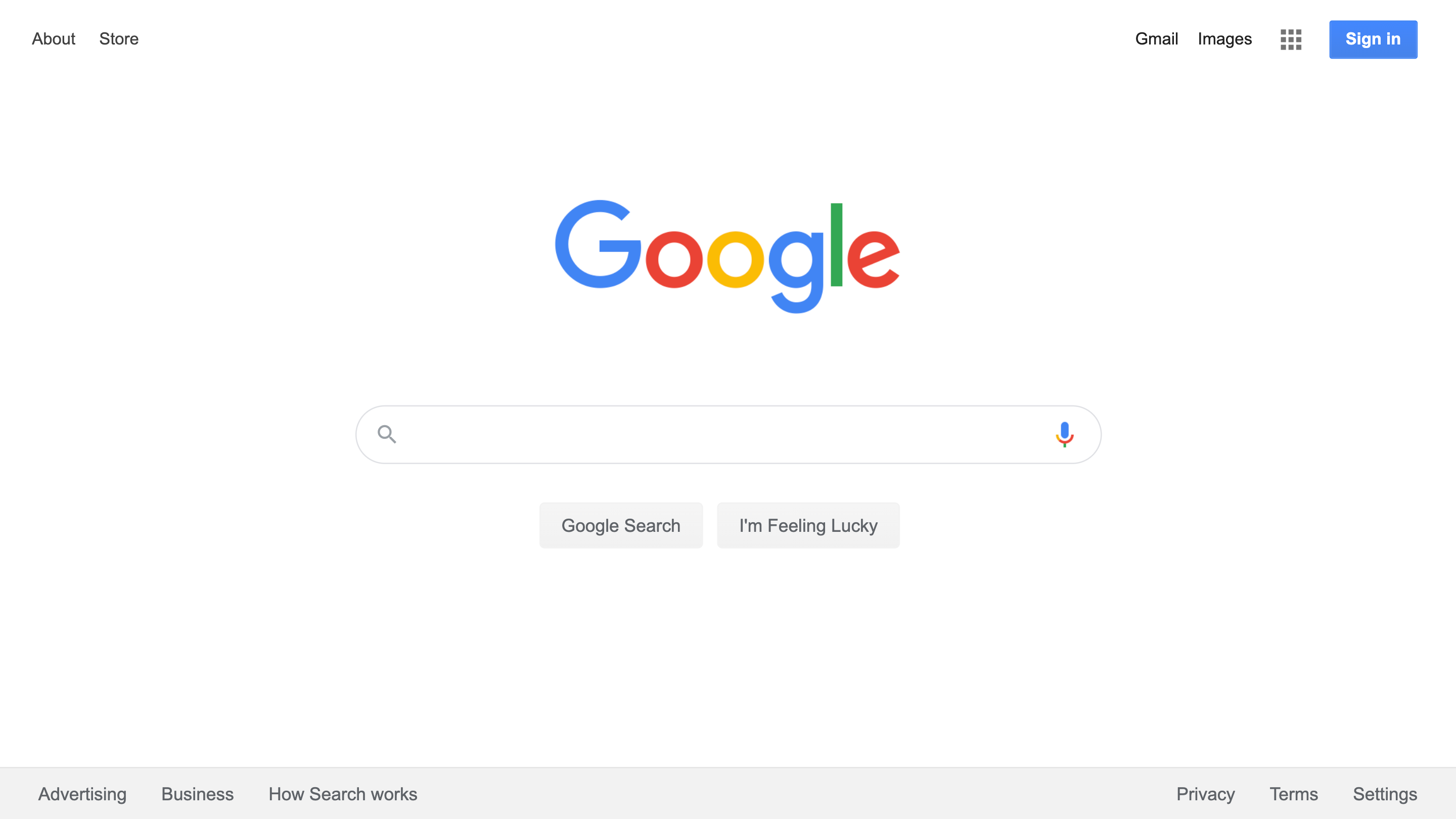
O logotipo aplicado a página inicial do Google Search.

O Google já teve vários logotipos e desde então sua fama tem crescido de décadas a décadas por pesquisas e muitas pesquisas desde a sua criação. O penúltimo logotipo da empresa foi desenhado por Ruth Kedar, baseado na fonte tipográfica Catull. O Google também realiza várias modificações em seu logotipo, como recursos cômicos ou animações, para utilização em feriados, aniversários de pessoas famosas e em grandes eventos, como os Jogos Olímpicos. Estes logotipos especiais, alguns desenhados por Dennis Hwang, tornaram-se conhecidos como Google Doodles. O YouTube, uma subsidiária do Google, também já teve alguns logotipos personalizados para destacar os eventos especiais que ocorrem no sítio. Estes logotipos foram oficialmente chamados de "Yoodles".

## História
Em 1998, Sergey Brin criou uma versão computadorizada das letras do Google no programa de edição de imagens GIMP. O ponto de exclamação ("!") colocado ao final do logotipo foi copiado do logotipo do motor de busca Yahoo!. "Havia várias interações de cores diferentes", disse Ruth Kedar, o designer gráfico que desenvolveu o logotipo do Google.
Em 2010, o logotipo do Google recebeu a sua primeira grande revisão permanente desde 1999. O novo logotipo foi testado pela primeira vez em novembro de 2009, e foi lançado oficialmente em 06 de maio de 2010. Ele utiliza um tipo de caractere idêntico ao do logotipo anterior, mas a letra "o" possuía tons de laranja, e não amarelo, como o "o" do logotipo anterior. A sombra projetada por trás da palavra Google foi suavizada, ficando em um tom mais sutil.
Em 19 de setembro de 2013, o Google introduziu um novo logotipo "flat" (bidimensional), com uma paleta de cores ligeiramente alterada.
A 1 de setembro de 2015, o logotipo da Google sofreu algumas alterações para corresponder ao Material design.
- Logotipo original, usado entre 15 de setembro de 1997 e 27 de setembro de 1998
- Segundo logótipo, em Baskerville Bold, usado entre 28 de setembro e 29 de outubro de 1998.
- O logo Google!, usado entre 30 outubro de 1998 e 30 de maio de 1999
- O grande logo usado entre 31 de maio de 1999 e 5 de maio de 2010. Ainda é utilizado em recursos do Picasa e do Internet Explorer.
- Logotipo usado entre 6 de maio de 2010 e 18 de setembro de 2013. Nota-se a redução do espaço entre as letras e a sombra projetada. A coloração do segundo "o" foi alterada de amarelo para alaranjado.
- Logotipo usado entre 19 de setembro de 2013 e 31 de agosto de 2015. O logotipo perde todas as projeções de sombra, passando a ser 2D
- Atual logotipo do Google, adotado em 01 de setembro de 2015.

## Google Doodle

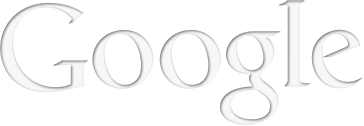
O logotipo do Google, quando uma imagem de fundo ou doodle é definida na página inicial, usado até 2013

O primeiro Google Doodle a ser criado foi em homenagem à edição de 1978 do festival Burning Man. Ele foi muito usado para seu crescimento  Este doodle foi criado por Sergey Brin e Larry Page para notificar os utilizadores de suas ausências, em caso de problemas nos servidores. Subsequentes doodles foram sendo desenhados por um fornecedor externo, até que, em 2014, Sergey e Larry pediram ao então estagiário Dennis Hwang para criar um logotipo em comemoração ao Dia da Tomada da Bastilha. Desde então, Hwang é quem cria os Google Doodles.
Já foram criados diversos doodles para comemorar os aniversários de vários artistas e cientistas notáves, incluindo Andy Warhol, Albert Einstein, Leonardo da Vinci, Rabindranath Tagore, Louis Braille, Percival Lowell, Edvard Munch, Nikola Tesla, Béla Bartók, René Magritte, John Lennon, Michael Jackson, Akira Kurosawa, H. G. Wells, Freddie Mercury, Samuel Morse, Hans Christian Ørsted, Mahatma Gandhi, Dennis Gabor, Constantin Brâncuşi, Antonio Vivaldi, Abdel Halim Hafez e Júlio Verne, entre outros. Além disso, o lançamento do doodle de Percival Lowell coincidiu com o lançamento de outro produto do Google, o Google Maps. Os doodles também são utilizados para representar os principais eventos do Google, como o seu próprio aniversário. O novelista britânico Roald Dahl foi homenageado pelo Google com um logotipo composto por vários personagens e itens de alguns de seus livros, como Matilda. As celebrações de acontecimentos históricos é um tema comum nos Google Doodles, como podemos ver em um logotipo do Google composto por várias peças de Lego, em homenagem ao 50º aniversário dos produtos Lego. O aniversário de H. G. Wells, autor do livro A Guerra dos Mundos, também foi celebrado com um doodle. Em 14 de fevereiro de 2007, Dia dos Namorados (no Brasil, a data é comemorada no dia 12 de junho), o doodle do Google apresentou um morango de chocolate, como uma combinação das letras "g" e "l" do logotipo.
O Google foi criticado em 2007 por não ter apresentado doodles para feriados patrióticos dos Estados Unidos, como o Memorial Day e o Veterans Day. Naquele mesmo ano, o Google apresentou um logotipo comemorativo ao Veterans Day.
O Google lançou uma série de doodles em 2009, incluindo um doodle com o rosto de Mahatma Gandhi, desenhado por Obed Dev em 2 de outubro de 2009 em comemoração ao aniversário de nascimento do indiano. O data de nascimento de Gandhi é considerada pela Organização das Nações Unidas como o Dia Internacional da Não-Violência.

## Doodles interativos e em vídeo
No dia 21 de maio de 2010, o Google criou um doodle para comemorar o 30º aniversário do jogo Pac-Man, sendo o seu primeiro logotipo jogável (e, possivelmente, o primeiro no mundo). O "doodle jogável", que possui 255 níveis, recria em detalhes o clássico jogo Pac-Man, e pode ser jogado em vários navegadores de Internet. Em 11 de julho de 2010, a Final da Copa do Mundo FIFA de 2010 foi comemorado pelo Google com um doodle mostrando o estádio em que foi disputado naquele dia o jogo final.
Em 8 de fevereiro de 2011, o Google criou um doodle interativo em homenagem ao 183º aniversário do escritor de ficção científica Júlio Verne. Em 15 de abril de 2011, o Google lançou o seu primeiro doodle em vídeo, comemorando o 122º aniversário de Charlie Chaplin. Este doodle era um vídeo monocromático (preto-e-branco) hospedado no sítio YouTube, que, quando clicado, começava a mostrar um curto vídeo em homenagem a Chaplin; logo após, o utilizador era redirecionado para o resultado habitual de buscas do Google.
Em 23 de novembro de 2011, o Google celebrou o 60º aniversário do primeiro livro de Stanisław Lem, The Astronauts, criando um logotipo interativo utilizando conceitos e ilustrações de The Cyberiad. Em 6 de agosto do mesmo ano, foi apresentado um doodle comemorativo ao 100º aniversário de nascimento de Lucille Ball, em que um aparelho televisor reproduzia clipes musicais de I Love Lucy. Em 12 de outubro do mesmo ano, celebrando o 90º aniversário de nascimento de Art Clokey, o Google criou um logotipo interativo com os personagens de Gumby.
Em 23 de maio de 2012, o Google mudou seu logotipo para um sintetizador jogável em celebração ao 78º aniversário de nascimento de Robert Moog. Em 23 de junho do mesmo ano, em comemoração ao 100º aniversário de nascimento de Alan Turing, o logotipo do Google tornou-se uma Máquina de Turing interativa.
Em 7 de agosto de 2012, o logotipo do Google transformou-se em um jogo de corrida com obstáculos, como parte das celebrações dos Jogos Olímpicos de Londres de 2012. Este foi sucedido por um doodle interativo de basquetebol, canoagem e futebol.
Em 8 de setembro de 2012, o logotipo do Google transformou-se em uma cena jogável de Star Trek, em celebração ao 46º aniversário da série original.

## Competição Doodle4Google
O Google promove a competição Doodle4Google, em que estudantes das classes K-12 (equivalente aos ensinos fundamental e médio no Brasil) criam seus próprios Google Doodles. Os doodles vão para o sítio do Doodle4Google, onde passam pela votação do público. O autor do doodle vencedor ganha uma viagem para conhecer o Googleplex, e sua ilustração é exibida durante 24 horas no sítio web do Google. A competição teve origem no Reino Unido, em 2008, e hoje também existe nos Estados Unidos. A competição também foi realizada na Irlanda em 2008. O Google anunciou uma edição do Doodle4Google na Índia em 2009, e o logotipo vencedor foi exibido no sítio web do Google Índia em 14 de novembro de 2009. Uma competição semelhante realizada em Singapura, baseado no tema "Nossa Singapura", foi lançada em janeiro de 2010, e o vencedor foi escolhido entre mais de 30.000 inscritos. O doodle vencedor foi exibido no sítio web do Google Singapura, no Dia Nacional de Singapura.

## Logotipo incolor
Quando se recordam ou ocorrem acontecimentos trágicos, o Google substitui o seu logotipo clássico por um incolor, muitas vezes por vários dias. O logotipo foi utilizado pela primeira vez em 2010, no sítio web do Google Polónia, após o acidente aéreo que matou o então presidente Lech Kaczyński, em 10 de abril do mesmo ano.
Poucos dias depois, o mesmo logotipo foi utilizado na China e em Hong Kong para homenagear as vítimas do sismo de Qinghai.